# Record d'Europe de natation messieurs du 4 × 100 mètres nage libre

## Bassin de 50 mètres
| Temps         | Laps    | Athlète               | Naissance | Âge | Nationalité | Compétition                   | Lieu      | Date            |
| ------------- | ------- | --------------------- | --------- | --- | ----------- | ----------------------------- | --------- | --------------- |
| 3 min 14 s 06 |         |                       |           |     | Russie      | Championnats du monde (f)     | Barcelone | 20 juillet 2003 |
|               | 49 s 21 | Andrei Kapralov       | 1980      | 23  |             |                               |           |                 |
|               | 48 s 69 | Ivan Usov             | 1977      | 26  |             |                               |           |                 |
|               | 48 s 45 | Denis Pimankov        | 1975      | 28  |             |                               |           |                 |
|               | 47 s 71 | Alexander Popov       | 1971      | 32  |             |                               |           |                 |
| 3 min 14 s 04 |         |                       |           |     | Italie      | Championnats du monde (f)     | Melbourne | 25 mars 2007    |
|               | 49 s 35 | Massimiliano Rosolino | 1978      | 29  |             |                               |           |                 |
|               | 49 s 06 | Alessandro Calvi      | 1983      | 24  |             |                               |           |                 |
|               | 48 s 45 | Christian Galenda     | 1982      | 25  |             |                               |           |                 |
|               | 47 s 18 | Filippo Magnini       | 1982      | 25  |             |                               |           |                 |
| 3 min 12 s 54 |         |                       |           |     | France      | Open de Paris de natation (f) | Paris     | 19 juin 2008    |
|               | 48 s 81 | Amaury Leveaux        | 1985      | 23  |             |                               |           |                 |
|               | 48 s 05 | Fabien Gilot          | 1984      | 24  |             |                               |           |                 |
|               | 48 s 41 | Frédérick Bousquet    | 1981      | 27  |             |                               |           |                 |
|               | 47 s 27 | Alain Bernard         | 1983      | 25  |             |                               |           |                 |
| 3 min 12 s 36 |         |                       |           |     | France      | Jeux Olympiques (s)           | Pékin     | 10 août 2008    |
|               | 47 s 76 | Amaury Leveaux        | 1985      | 23  |             |                               |           |                 |
|               | 48 s 05 | Grégory Mallet        | 1984      | 24  |             |                               |           |                 |
|               | 49 s 83 | Boris Steimetz        | 1987      | 21  |             |                               |           |                 |
|               | 46 s 63 | Frédérick Bousquet    | 1981      | 27  |             |                               |           |                 |
| 3 min 08 s 32 |         |                       |           |     | France      | Jeux Olympiques (f)           | Pékin     | 11 août 2008    |
|               | 47 s 91 | Amaury Leveaux        | 1985      | 23  |             |                               |           |                 |
|               | 47 s 05 | Fabien Gilot          | 1984      | 24  |             |                               |           |                 |
|               | 46 s 63 | Frédérick Bousquet    | 1981      | 27  |             |                               |           |                 |
|               | 46 s 73 | Alain Bernard         | 1983      | 25  |             |                               |           |                 |

## Bassin de 25 mètres
| Temps            | Laps    | Athlète                   | Naissance | Âge | Nationalité                     | Compétition                  | Lieu        | Date             |
| ---------------- | ------- | ------------------------- | --------- | --- | ------------------------------- | ---------------------------- | ----------- | ---------------- |
| 3 min 16 s 46    |         |                           |           |     | Suède                           |                              | Malmö       | 14 décembre 1986 |
|                  |         | Thomas Werner             | 1966      | 20  |                                 |                              |             |                  |
|                  |         | Michael Söderlund         | 1962      | 24  |                                 |                              |             |                  |
|                  |         | Anders Holmertz           | 1968      | 18  |                                 |                              |             |                  |
|                  |         | Goran Titus               | 1967      | 19  |                                 |                              |             |                  |
| 3 min 15 s 07    |         |                           |           |     | Union soviétique                |                              | Monte-Carlo | 13 décembre 1987 |
|                  |         | Gennadi Prigoda           | 1965      | 22  |                                 |                              |             |                  |
|                  |         | Alexei Borislavski        | 1968      | 19  |                                 |                              |             |                  |
|                  |         | Benjamin Tajanovich       | 1967      | 20  |                                 |                              |             |                  |
|                  |         | Vladimir Tkatchenko       | 1965      | 22  |                                 |                              |             |                  |
| 3 min 14 s 00    |         |                           |           |     | Suède                           |                              | Malmö       | 19 mars 1989     |
|                  |         | Thomas Werner             | 1966      | 23  |                                 |                              |             |                  |
|                  |         | Anders Holmertz           | 1968      | 21  |                                 |                              |             |                  |
|                  |         | Michael Söderlund         | 1962      | 27  |                                 |                              |             |                  |
|                  |         | Joakim Holmqvist          | 1969      | 20  |                                 |                              |             |                  |
| 3 min 11 s 57    |         |                           |           |     | Pays-Bas                        | Championnats du monde (f)    | Hong Kong   | 1er avril 1999   |
|                  |         | Mark Veens                | 1978      | 21  |                                 |                              |             |                  |
|                  |         | Johan Kenkhuis            | 1980      | 19  |                                 |                              |             |                  |
|                  |         | Marcel Wouda              | 1972      | 27  |                                 |                              |             |                  |
|                  |         | Pieter van den Hoogenband | 1978      | 21  |                                 |                              |             |                  |
| 3 min 09 s 57 RM |         |                           |           |     | Suède                           | Championnats du monde (f)    | Athènes     | 16 mars 2000     |
|                  | 49 s 04 | Johan Nystrom             | 1975      | 25  |                                 |                              |             |                  |
|                  | 45 s 69 | Lars Frolander            | 1974      | 26  |                                 |                              |             |                  |
|                  | 47 s 87 | Mattias Ohlin             | 1978      | 22  |                                 |                              |             |                  |
|                  | 46 s 97 | Stefan Nystrand           | 1981      | 19  |                                 |                              |             |                  |
| 3 min 08 s 29 RM |         |                           |           |     | Cercle des nageurs de Marseille | Championnats interclubs      | Istres      | 22 décembre 2007 |
|                  | 46 s 54 | Fabien Gilot              | 1984      | 23  |                                 |                              |             |                  |
|                  | 47 s 26 | Grégory Mallet            |           |     |                                 |                              |             |                  |
|                  | 48 s 29 | Romain Caffet             |           |     |                                 |                              |             |                  |
|                  | 46 s 20 | Frédérick Bousquet        | 1981      | 26  |                                 |                              |             |                  |
| 3 min 09 s 18    |         |                           |           |     | Pays-Bas                        | Championnats du monde(f)     | Manchester  | 9 avril 2008     |
|                  | 48 s 05 | Robert Lijesen            | 1985      |     |                                 |                              |             |                  |
|                  | 47 s 85 | Bas van Velthoven         | 1985      |     |                                 |                              |             |                  |
|                  | 46 s 30 | Mitja Zastrow             | 1977      |     |                                 |                              |             |                  |
|                  | 46 s 98 | Robin van Aggele          | 1984      |     |                                 |                              |             |                  |
| 3 min 04 s 98 RM |         |                           |           |     | Cercle des nageurs de Marseille | Championnats interclubs (tt) | Istres      | 20 décembre 2008 |
|                  | 47 s 41 | Grégory Mallet            | 1984      | 24  |                                 |                              |             |                  |
|                  | 44 s 92 | Fabien Gilot              | 1984      | 24  |                                 |                              |             |                  |
|                  | 47 s 65 | William Meynard           | 1987      |     |                                 |                              |             |                  |
|                  | 45 s 00 | Frédérick Bousquet        | 1981      | 27  |                                 |                              |             |                  |
| 3 min 04 s 95    |         |                           |           |     |                                 | Duel in the pool             | Manchester  | 9 décembre 2009  |
|                  | 46 s 67 | Christian Galenda         | 1982      | 27  |                                 |                              |             |                  |
|                  | 45 s 95 | Marco Orsi                | 1990      | 19  |                                 |                              |             |                  |
|                  | 45 s 81 | Benjamin Starke           | 1986      | 23  |                                 |                              |             |                  |
|                  | 46 s 52 | Filippo Magnini           | 1982      | 27  |                                 |                              |             |                  |
| 3 min 04 s 78    |         |                           |           |     | France                          | Championnats du monde (f)    | Dubaï       | 15 décembre 2010 |
|                  | 46 s 78 | Alain Bernard             | 1983      |     |                                 |                              |             |                  |
|                  | 45 s 92 | Frédérick Bousquet        | 1981      | 29  |                                 |                              |             |                  |
|                  | 45 s 75 | Fabien Gilot              | 1984      |     |                                 |                              |             |                  |
|                  | 46 s 33 | Yannick Agnel             | 1992      |     |                                 |                              |             |                  |
| 3 min 03 s 78    |         |                           |           |     | France                          | Championnats du monde (f)    | Doha        | 3 décembre 2014  |
|                  | 47 s 05 | Clément Mignon            | 1993      | 21  |                                 |                              |             |                  |
|                  | 46 s 13 | Fabien Gilot              | 1984      | 30  |                                 |                              |             |                  |
|                  | 44 s 80 | Florent Manaudou          | 1990      | 24  |                                 |                              |             |                  |
|                  | 45 s 80 | Mehdy Metella             | 1992      | 22  |                                 |                              |             |                  |
| 3 min 03 s 11    |         |                           |           |     | Russie                          | Championnats du monde (f)    | Hangzhou    | 11 décembre 2018 |
|                  | 46 s 38 | Vladislav Grinev          | 1996      | 22  |                                 |                              |             |                  |
|                  | 46 s 21 | Sergey Fesikov            | 1989      | 29  |                                 |                              |             |                  |
|                  | 45 s 06 | Vladimir Morozov          | 1992      | 26  |                                 |                              |             |                  |
|                  | 45 s 44 | Kliment Kolesnikov        | 2000      | 18  |                                 |                              |             |                  |
| 3 min 02 s 75 RM |         |                           |           |     | Italie                          | Championnats du monde (f)    | Melbourne   | 13 décembre 2022 |
|                  | 46 s 15 | Alessandro Miressi        | 1998      | 24  |                                 |                              |             |                  |
|                  | 45 s 93 | Paolo Conte Bonin         | 2002      | 20  |                                 |                              |             |                  |
|                  | 45 s 54 | Leonardo Deplano (en)     | 1999      | 23  |                                 |                              |             |                  |
|                  | 45 s 13 | Thomas Ceccon             | 2001      | 21  |                                 |                              |             |                  |